# Urville (fiktive Stadt)
Urville ist eine fiktive Stadt, geplant und aufs Papier gebracht von Gilles Tréhin, einem französischen Autisten und Kunst-Savant.

## Entstehung
Tréhin begann im Alter von 5 Jahren zu zeichnen, seit 1984 arbeitet er an dem Entwurf von Urville, benannt nach dem französischen Entdecker Jules Dumont d’Urville. In der Phantasie von Tréhin wurde Urville von Oscar Laballière (1803–1883) geplant und liegt im französischen Département Alpes-Maritimes.
Nach den Entwürfen beherbergt Urville mittlerweile rund 12 Millionen Einwohner. Mittlerweile gibt es genaue Darstellungen der Stadt und ihrer einzelnen Stadtviertel und Gebäude, noch heute wird sie ständig „umgebaut“ und verändert. Der Anblick der Zeichnungen vermittelt den Eindruck, dass der einzelne Einwohner hinter die Architektur zurücktrete. Die Stadtansicht macht einen wohlgeordneten Eindruck, die Anordnung der Bauten ist häufig symmetrisch und akkurat. Neben Wolkenkratzern gibt es auch Stadtviertel mit Wohnhäusern und Einkaufsstraßen, auch Häuser im Stil des 19. und Anfang des 20. Jahrhunderts. Plätze sind meist von enormer Ausdehnung, so dass auch hier der Einzelne im Gesamteindruck zurücktritt. Die Zeichnungen stellen auch fiktive „Sehenswürdigkeiten“, wie zum Beispiel die Kolonne der Erklärung der Menschenrechte und 150, dar.